# Aeroporto di Cali-Alfonso Bonilla Aragón
L'Aeroporto di Cali-Alfonso Bonilla Aragón (IATA: CLO, ICAO: SKCL), noto con il nome commerciale di Aeropuerto Internacional Alfonso Bonilla Aragón, è un aeroporto colombiano situato in località La Esmeralda, circa 15 km a nord-est dal centro della città di Cali, lungo la strada 25 e lo svincolo verso nord, nel territorio del comune di Palmira compreso nel Dipartimento di Valle del Cauca.
La struttura, intitolata alla memoria del giornalista, scrittore e politico colombiano Alfonso Bonilla Aragón (1917-1979), è dotata di un'unica pista con superficie in conglomerato bituminoso lunga 3 000 m posta all'altitudine di 964 m e con orientamento 01/19. L'aeroporto, di proprietà della Aerocivil e gestito da AEROCALI S.A., è aperto al traffico commerciale ed è in grado di ospitare anche aerei delle dimensioni di un Boeing 747 essendo dotata di tutti i sistemi di aiuto alla navigazione: radar primario, radar secondario, ILS, ALS, PAPI, VOR, NDB, DME, RVR, luci di centro pista, di fine pista e di taxiway.
Nel 2008 sono transitati 2 474 951 passeggeri.